# Pierre Bavozet
Louis Pierre Antoine Bavozet, né à Lyon le 4 juin 1881 et mort dans la même ville le 29 juillet 1952, est un joueur français de rugby à XV qui évolue au FC Lyon dont il est le capitaine lors du titre de champion de France en 1910.
Il est le frère du rugbyman Joseph Bavozet avec lequel il a joué en club.

## Hommages
- Un stade porte son nom à Lyon[2].stade se trouvant 104 avenue général frère dans le 8 eme arrondissement de Lyon.

## Palmarès
- Champion de France en 1910 avec le FC Lyon.